# Futabakai
Die Futabakai (jap. 双葉会, dt. „Doppel-Blatt-Gesellschaft“) war eine japanische, radikal-militaristische Geheimgesellschaft. Der Name stammt von dem Restaurant in Shibuya, in dem sich die Mitglieder allwöchentlich trafen.
Die Gesellschaft richtete sich gegen die Dominanz der konservativen Chōshū-Clique in der Führung der Kaiserlich Japanischen Armee. Das Lehen Chōshū war zusammen mit dem Lehen Satsuma die treibende Kraft während der Meiji-Restauration, in der die kaiserliche Herrschaft wiederhergestellt wurde. Prominente Mitglieder der Gesellschaft waren: 
- Tōjō Hideki
- Nagata Tetsuzan (永田 鉄山)
- Suzuki Teiichi (鈴木 貞一)
- Kōmoto Daisaku (河本 大作)
- Doihara Kenji (土肥原 賢二)
- Ishiwara Kanji (石原 莞爾)
- Okamura Yasuji (岡村 寧次)
- Yamashita Tomoyuki (山下 奉文)

Insgesamt bestand die Gruppe am 1. Januar 1929 aus 18 Offizieren der japanischen Armee. Sie setzten sich für die Mobilmachung der Armee und die Durchsetzung japanischer Interessen in China ein, wie die Loslösung der Mandschurei. 
Am 19. Mai 1929 schloss sich die Gruppierung mit der Kokusaku Kenkyūkai (国策研究会, dt. „Staatspolitikforschungsrat“) zur Issekikai (一夕会) zusammen.